# Biblioteca del Condado de Hennepin

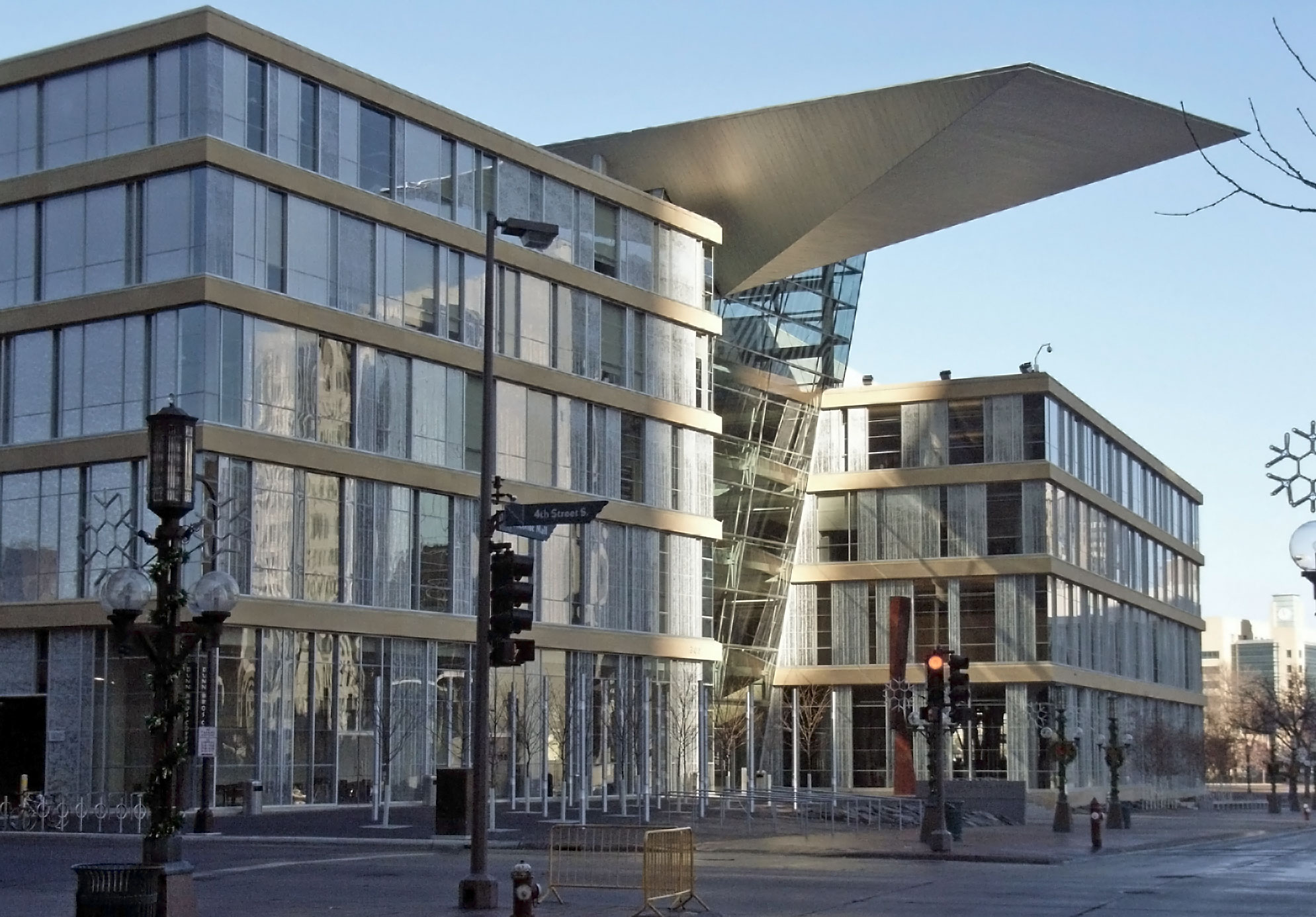
La Biblioteca central del Condado de Hennepin

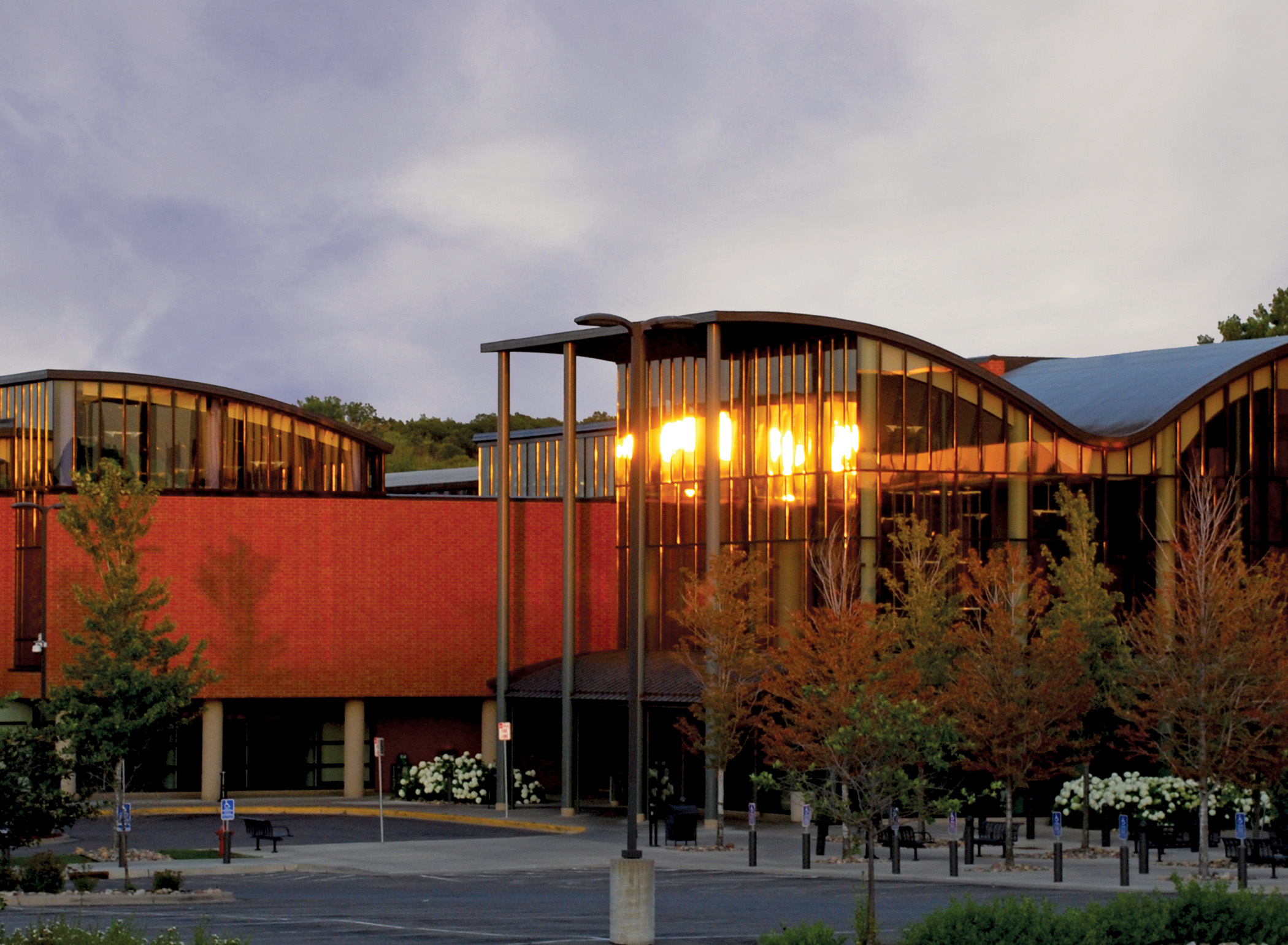
Biblioteca Ridgedale, la sede del sistema HCL

La Biblioteca del Condado de Hennepin (idioma inglés: Hennepin County Library, HCL) es el sistema de bibliotecas del Condado de Hennepin, Minnesota, Estados Unidos. HCL tiene su sede en la Biblioteca Ridgedale en Minnetonka. Tiene una biblioteca central en Minneapolis y muchas sucursales.
El primero de enero de 2008, HCL y la Biblioteca Pública de Minneapolis se fundieron.

## Bibliotecas
- Arvonne Fraser (anteriormente "Southeast"[4])
- Augsburg Park
- Brookdale
- Brooklyn Park
- Champlin
- East Lake
- Eden Prairie
- Edina
- Excelsior
- Franklin
- Golden Valley
- Hopkins
- Hosmer
- Linden Hills
- Long Lake
- Maple Grove
- Maple Plain
- Minneapolis Central
- Minnetonka
- Nokomis
- North Regional
- Northeast
- Osseo
- Oxboro
- Penn Lake
- Pierre Bottineau
- Plymouth
- Ridgedale
- Rockford Road
- Rogers
- Roosevelt
- Southdale
- St. Anthony
- St. Bonifacius
- St. Louis Park
- Sumner
- Walker
- Washburn
- Wayzata
- Webber Park
- Westonka